# Aspelt
Aspelt (en luxemburgués: Uespelt) és una vila de la comuna de Frisange del districte de Luxemburg al cantó d'Esch-sur-Alzette. Està a uns 12 km de distància de la Ciutat de Luxemburg.
El poble està situat en el riu Gander, un afluent del Mosel·la.
Aspelt està connectat a la resta del país per la carretera estatal N13. Entre 1900 i 1950, una línia veïnal Bettembourg - Aspelt connectava amb la xarxa ferroviària luxemburguesa a través de l'estació de Bettembourg.